# Eliézer Niyitegeka
Eliézer Niyitegeka, né le 12 mars 1952 dans la préfecture de Kibuye et mort le 28 mars 2018, est un ancien journaliste et homme d'État rwandais qui a participé aux crimes du génocide des Tutsi au Rwanda en 1994. Il est condamné en 2003 pour crimes contre l'humanité par le Tribunal pénal international pour le Rwanda.

## Biographie

### Premières années
Eliézer Niyitegeka naît dans la préfecture de Kibuye (originaire du secteur de Gitabura, commune de Gisovu) puis il fait des études de journalisme en Roumanie communiste. Il quitte le pays, selon ses dires car il est déçu par le communisme ou, selon d'autres sources, parce qu'il poignarde un compatriote rwandais, ce qui l'oblige à quitter la Roumanie. Sa religion est l'Église adventiste du septième jour. Au Rwanda, il vit à Kidashya. Il devient journaliste et présentateur à Radio Rwanda.

### Carrière politique
Au début des années 1980, alors qu'il est parlementaire, l'homme qu'il avait poignardé refait surface et engage un procès ; Niyitegeka est démis de ses fonctions.
En 1991, alors que le Rwanda adopte le multipartisme, Niyitegeka contribue au redressement du Mouvement démocratique républicain (MDR), parti dont l'histoire est marquée par une propagande pro-Hutu agressive. Niyitegeka dirige le MDR de 1991 à 1994 dans la préfecture de Kibuye et siège au quartier général national du parti. Lors des négociations pour les accords d'Arusha, le parti se scinde et Eliézer Niyitegeka prend la tête de l'aile dure opposée aux négociations, les dénonçant au cours de ses visites dans la région Kibuye. Cette aile dure, pro Hutu Power, s'allie avec le Mouvement révolutionnaire national pour le développement de Juvénal Habyarimana ainsi que la Coalition pour la défense de la République.

### Actes pendant le génocide
Le 6 avril 1994, le président Habyarimana meurt dans un attentat ; commencent aussi les atrocités du génocide contre les Tutsi. Le 9 avril 1994, Eliézer Niyitegeka devient ministre de l'information dans le gouvernement intérimaire. Alors que le génocide est commencé, notamment aux mains des Interahamwe, Niyitegeka se rend dans la province de Kibuye où il tient des discours d'incitation au génocide qui sont diffusés sur Radio Rwanda et sur la Radio télévision libre des Mille Collines. En tant que ministre de l'Information, Niyitegeka aurait pu user de son autorité pour fermer la RTLM et s'élever contre les massacres via Radio Rwanda. Il prend part, en tant que complice ou en tant que meneur, aux atrocités commises contre des réfugiés tutsi en plusieurs occasions.
À la mi-juillet 1994, après la chute du gouvernement de Théodore Sindikubwabo, Eliézer Niyitegeka fuit à Bukavu, au Zaïre, en compagnie d'autres ministres.

### Capture et condamnation
Le Tribunal pénal international pour le Rwanda émet un mandat d'arrêt en décembre 1998. Eliézer Niyitegeka est arrêté à Nairobi, au Kenya le 9 février 1999.
Le 17 juin 2002, il comparaît devant la juridiction internationale pour répondre aux accusations de génocide et de crimes contre l'humanité. En mai 2003, il est condamné à l'emprisonnement à perpétuité. Il est reconnu coupable des crimes de : génocide ; entente en vue de commettre le génocide ; incitation directe et publique à  commettre le génocide ; crimes contre l’humanité sous la forme d'assassinat, d'extermination et d'actes inhumains. Eliézer Niyitegeka interjette appel de la décision et, le 9 juillet 2004, la Cour d'appel confirme la sentence. Il purge sa peine à Koulikoro, au Mali.

### Documentation
- « Acte d'accusation. Le procureur du tribunal contre Eliézer Niyitegeka », sur unictr.irmct.org, Tribunal pénal international pour le Rwanda, 22 juillet 1996
- « Jugement portant condamnation. Le procureur du tribunal contre Eliézer Niyitegeka », Tribunal pénal international pour le Rwanda, 16 mai 2003
- « Arrêt. Eliézer Niyitegeka (appelant) contre le procureur du tribunal (intimé) », Tribunal pénal international pour le Rwanda, 9 juillet 2004.